# Lutricia McNeal
Lutricia Michelle McNeal (Oklahoma City, 27 novembre 1973) è una cantante statunitense, dedita ai generi pop, rhythm and blues, soul e dance e professionalmente in attività dalla fine degli anni novanta.

## Biografia
In carriera ha pubblicato 4 albums e 21 singoli.
Ha raggiunto il successo mondiale con i singoli Ain't That Just the Way, Stranded e Someone loves you honey.

## Discografia

### Singoli
- 1997: Ain't That Just The Way (UK numero 6, GER numero 5)
- 1997: My Side Of Town (GER numero 73)
- 1997: Washington
- 1998: Stranded (UK numero 3, GER numero 33)
- 1998: Someone Loves You Honey (UK numero 9, GER numero 51)
- 1998: The Greatest Love You'll Never Know/When A Child Is Born (UK numero 17)
- 1999: 365 Days (GER numero 58)
- 2000: Fly Away (GER numero 84)
- 2000: Sodapop
- 2002: Perfect Love (GER numero 41)
- 2002: You Showed Me
- 2003: Power Of Music
- 2003: Wrong Or Right
- 2004: Promise Me (GER numero 86)
- 2005: What About It
- 2005: Rise
- 2005: It's Not Easy
- 2006: Best Of Times
- 2007: Hold That Moment
- 2008: Same Same Same
- 2011: You Make Me Feel Good

### Album
- 1997: My Side of Town (negli Stati Uniti e in Giappone col titolo Ain't That Just The Way e in Inghilterra col titolo Lutricia McNeal) (UK numero 16)
- 1999: Whatcha Been Doing
- 2002: Metroplex
- 2004: Soulsister Ambassador (in Giappone col titolo Rise)

### Raccolte
- 2004: Simply The Best Of
- 2005: Greatest Hits
- 2010: Complete Best (solo in Giappone)